# Падиково
Па́диково — деревня в Обушковском сельском поселении Истринского района Московской области России. Население — 30 чел. (2010), в деревне 1 улица, зарегистрировано 6 садоводческих товариществ.
Находится примерно в 26,5 км на юго-восток от Истры, ближайшие селения — Аносино на севере и Покровское на юге, с южной стороны к деревне примыкает Рижское шоссе, западнее деревни протекает небольшая речка, верховья которой заболочены, высота над уровнем моря — 183 м.

## История
История деревни наглядно показывает, насколько сильно, до неузнаваемости, изменится иногда первоначальное имя и вид селения. В Писцовской книге по Звенигородскому уезду середины XVI века д. Падиково принадлежала некоему Морозову, очевидно, предку знаменитого боярина Бориса Ивановича, воспитателя царя Алексея Михайловича. Деревня, как и теперь, находилась вблизи болота. Возможно, ещё раньше она именовалась Попадьяково и принадлежала попу и дьякону ближайшего села Покровского. В преданиях местных жителей отражено смутное воспоминание, что в старину деревня носила иное имя, но подробности в истории народной памяти не сохранились и заменились легендой. Как считают жители, в старину деревня располагалась ещё ближе к болотам и называлась Хренки. Позже дома начали строить южнее на более возвышенных местах. На новом месте деревня получила новое название: Падиково.
На рубеже XVI—XVII вв., как и все окружающие селения, деревня опустела. А название стало проще: в 1624—1626 годах она именовалась «пустошью», д. Поподьяково, как бы от слова «поподьячий».
Затем Поподьяково попало в вотчину боярина Б. И. Морозова, но в поместно-вотчинной переписке 1651—1652 годов это не отражено. Это означает, что тогда она ещё именовалась пустошью, но в переписке было указано и много других пустошей. Деревня Поподьяково упоминается в 1657 году. В 1720-е годы она уже носила теперешнее имя.

## Население
По описи 1743 г., в деревне было 19 дворов и 149 жителей.
В 1748 г. в деревне насчитывалось 69 крестьян мужского пола.
В 1773 г. в деревне был 21 двор, где проживало 150 человек.
В 1800 г. в д. Падиково числилось 20 дворов, 170 жителей.
В 1859 г. в казённой в д. Падиково Звенигородского уезда числилось 43 двора, 124 мужчины и 137 женщин.
После отмены крепостного права мужское население деревни сократилось. В 1899 г. в 60 избах проживали 86 мужчин и 134 женщины (53 — надельные семьи). Земля составляла 598 десяток, 235 десяток пашен, 307 десяток лесов, 33 пастбища. Была разделена на 127 долей. У крестьян было 36 рабочих лошадей и 54 головы крупного рогатого скота. 8 семей не имело лошадей, а у 13 не было ни коров, ни лошадей. Жители шли в главный промысел: портные, легковые извозчики, работали лакировщиками. В деревне отмечено 4 торговых и 6 промышленных заведений, но лишь 10 промысловиков из 83 трудились у себя в деревне.

Деревня входила в Аносинский сельсовет, а в 1929 г. был создан отдельный Падиковский сельсовет. При коллективизации в деревне появился колхоз «Освобождённый труд».
| 1852 | 1859 | 1890 | 1926 | 2002 | 2006 | 2010 |
| ---- | ---- | ---- | ---- | ---- | ---- | ---- |
| 264  | ↘261 | ↗325 | ↘276 | ↘45  | ↘37  | ↘30  |

## Церковно-приходское училище
С конца XIX века в деревне работало церковно-приходское училище. В школу принимали детей от 8 до 13 лет, преобладали мальчики. В 1894—1895 учебном году в училище было 34 мальчика и 11 девочек. Деревянный дом школе подарил отставной вахтёр Василий Иванович Пряхин. Он же с 1886 г. был попечителем этого церковно-приходского училища. Учили детей: Законоучению — Священник Борисоглебского девичьего монастыря Иван Иосифович Бобуев и учительница Зиновия Иосифовна Бобуева, видимо, его сестра. Училище имело свою собственную библиотеку, в которой числилось 140 тыс. томов.
В 1924 г. в деревне насчитывалось 56 хозяйств, в которых проживал 101 мужчина и 122 женщины. Им принадлежала 291 десятина земли, 40 рабочих лошадей и 60 коров. Школа не отмечена.

## Падиково во время Великой Отечественной войны
Во время Великой Отечественной войны, в 1941 г. деревня была на 6 суток оккупирована немцами, которые сожгли все общественные постройки в размере 2 коровников, конюшню, свинарник, зерно- и овощехранилище, практически половину домов в деревне, а в Падиковском сельсовете окопался отряд фашистов, которые устроили там штаб. Деревню Падиково Истринского района обороняла и освобождала 108-я Бобруйская стрелковая дивизия. Были кровопролитные и упорные бои. За две недели боев с 20 ноября по 5 декабря 1941 года в дивизии из 10 тысяч бойцов в строю осталось около 750 человек. Несмотря на большие потери, враг не продвинулся ближе к столице и был отброшен назад. По словам местных жителей, в лесу подле деревни похоронены десятки солдат.
В боях за Родину погибло много солдат — уроженцев деревни Падиково: Болотцев А. В., Болотцев В. А., Болотцев И. Т., Буровцев В. Д., Калачев И. Н., Калачев П. Ф., Комин В. С., Комин В. Н., Курнаев И. М., Николаев Н. К., Пирогов А. И., Полочкин И. В.

## Падиково в послевоенное время
В 1950 г. колхоз влился в крупную артель им. Жданова, а позже — в ещё более укрупнённый колхоз «Россия». По сведениям на 1 января 1968 г., в Падикове проживало около 153 человек.
В 1989 г. в деревне числилось 62 постоянных жителя. По сведениям 1990 г., в деревне существовали две формы ведения хозяйства: коллективное и приусадебное, здесь было 46 домов и 24 из них использовались постоянно, 22 — приезжими как дача. Постоянных жителей — 45 человек.
На 1 января 2003 здесь проживало 37 жителей.
9 мая 2014 года в деревне открыт Музей отечественной военной истории.